# Main Crater
Main Crater är ett berg i Antarktis. Det ligger i Östantarktis. Nya Zeeland gör anspråk på området. Toppen på Main Crater är 3 750 meter över havet.
Terrängen runt Main Crater är huvudsakligen mycket bergig. Main Crater är den högsta punkten i trakten. Trakten är obefolkad. Det finns inga samhällen i närheten. 